# Apohoningzuiger
De apohoningzuiger (Aethopyga boltoni) is een zangvogel die voorkomt in het zuiden van de Filipijnen. Eerder werd de tbolihoningzuiger (Aethopyga tibolii) beschouwd als een ondersoort van deze vogel.

## Verspreiding en leefgebied
Deze vogel komt voor in de bergen van Mindanao en telt twee ondersoorten:
- A. b. boltoni: westelijk Mindanao (Mount Apo).
- A. b. malindangensis: oostelijk Mindanao (Mount Kitanglad en Mount Malindang).

De apohoningzuiger is alleen, in paartjes of in gemengde groepjes te vinden in primaire bossen en bosranden in de bergen boven 1100 meter hoogte.

## Status
De grootte van de populatie is in 2018 geschat op 15.000-25.000 volwassen vogels. Op de Rode lijst van de IUCN heeft deze soort de status niet bedreigd.